# Derostoma lanceolatum
Derostoma lanceolatum is een soort in de taxonomische indeling van de platwormen (Platyhelminthes). De worm is tweeslachtig en kan zowel mannelijke als vrouwelijke geslachtscellen produceren. De soort leeft in zeer vochtige omstandigheden. 
De platworm komt uit het geslacht Derostoma. Derostoma lanceolatum werd in 1828 beschreven door Duges.